# Pavlovski potok
Pávlovski pótok je levi pritok Drave pod Ormožem. Izvira v gozdnati grapi pod vasjo Stara Cesta na južni strani glavnega razvodnega slemena v vzhodnem delu Slovenskih goric. Sprva teče proti vzhodu, pri Žerovincih se obrne proti jugu in vstopi v nekoliko ožjo dolino, po kateri teče mimo vasi Ivanjkovci, Mihalovci, Libanja in Pavlovci. Pri vasi Pušenci izstopi iz nizkega gričevja v ravnino na levem bregu Drave, nato pa teče po njej proti jugovzhodu kot Pušenski potok po opuščenem dravskem rokavu vse do izliva v Dravo. Iz okoliškega gričevja se vanj stekajo številni majhni potoki, nekoliko večji so Lahonščica z desne strani ter z leve strani Sirotka, Brebovnik in malo pred izlivom v Dravo Račjek (tudi Frankovski potok).
Potok teče skoraj ves čas po razmeroma ozkem in mokrotnem dolinskem dnu, ki je mestoma izpostavljeno poplavam, zato je ostalo večinoma neposeljeno, posamezne kmetije so odmaknjene na nekoliko višje obrobje. Po dolini potekata regionalna cesta Ormož–Ljutomer–Radenci in leta 1924 zgrajena železniška proga Ormož - Hodoš, vendar se cesta izogiba mokrotnemu dolinskemu dnu. Ob gradnji železniške proge so na nekaj krajših odsekih regulirali strugo potoka, ponekod pa so med nasipom železniške proge in robom doline ostala manjša, gosto zaraščena mokrišča. Nekaj krajših odsekov potoka so regulirali tudi ob modernizaciji železniške proge (2013–2016) in zaradi izsuševanja mokrotnih površin, na katerih so uredili njive in travnike. Pred temi posegi je bilo dolinsko dno še veliko bolj mokrotno in neposeljeno, le ob potoku in kratkih mlinščicah je bilo nekaj manjših mlinov.
Struga potoka je v precejšnjem delu dobro ohranjena in drobno vijuga po dolinskem dnu, obdana z gostim obvodnim grmovnim in drevesnim rastjem. V srednjem in spodnjem toku (pod Pušenci) je struga spremenjena v umetni kanal in je mestoma brez obvodnega rastja; v teh delih segajo travniki in njive prav do potoka, kar močno poveča nevarnost onesnaženja vode z gnojili in herbicidi. Do takšnega onesnaženja je dejansko tudi prišlo, in sicer 30. julija 1996, ko je v potoku poginilo več kot 30.000 rib.
Dolinsko dno med Ivanjkovci in Libanjo je zaradi mokriščnih habitatov, ki so mdr. bivališča nekaterih pomembnih vrst metuljev, vključeno v evropsko omrežje območij Natura 2000.